# 沈荃
沈荃（1624年—1684年），字貞蕤，號繹堂，別號充齋。江南華亭（今上海市松江）人，明末清初政治人物。

## 生平

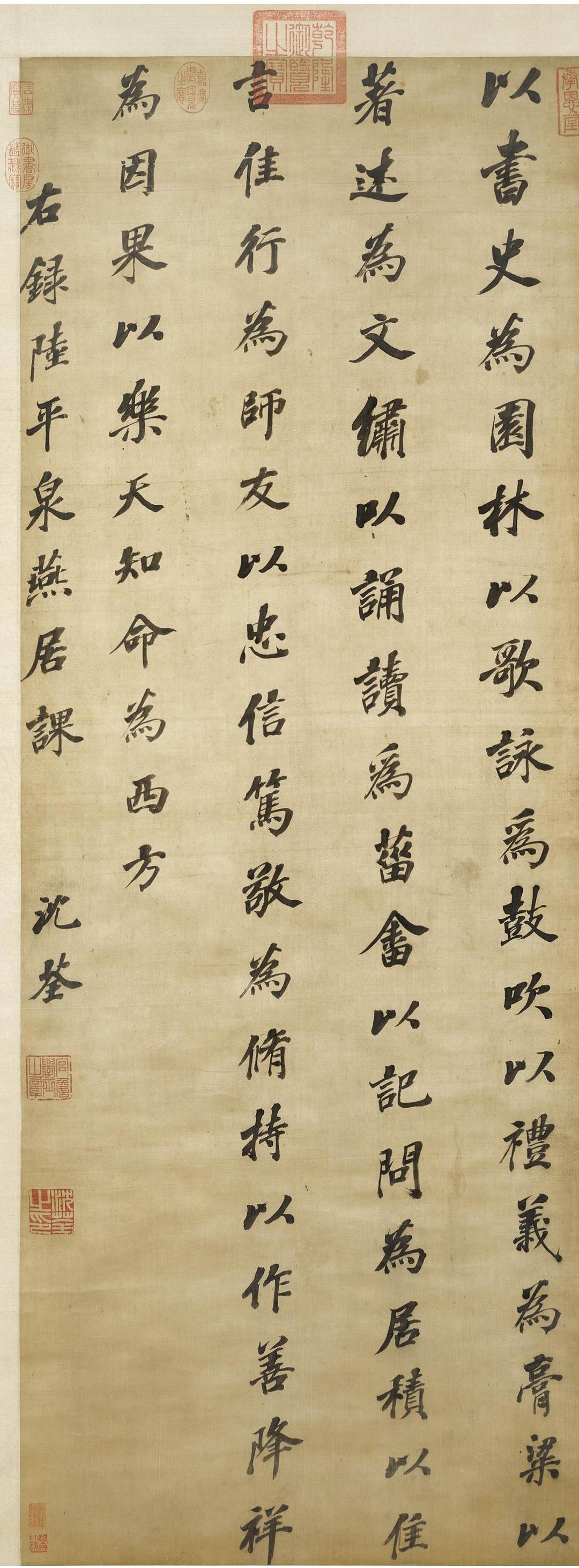
楷书陆树声燕居课

順治九年（1652年）壬辰科探花，官至翰林院侍讀學士。工書法，學董其昌、米芾字體，入直南書房，為康熙所器重，康熙曾對李光地說：“ 朕初學書，宗敬（沈宗敬）之父荃實侍，屢指陳得失，至今每作書，未嘗不思荃之勤也。”代表作有《行書如天馬賦軸》，又擅長畫花鳥、走獸，形象逼真。康熙二十三年（1684年）卒於官。著有《充齋集》。

## 延伸阅读
[在维基数据编辑]
 《清史稿/卷266》，出自趙爾巽《清史稿》
 在维基共享资源阅览影像